# Parco del Sulcis

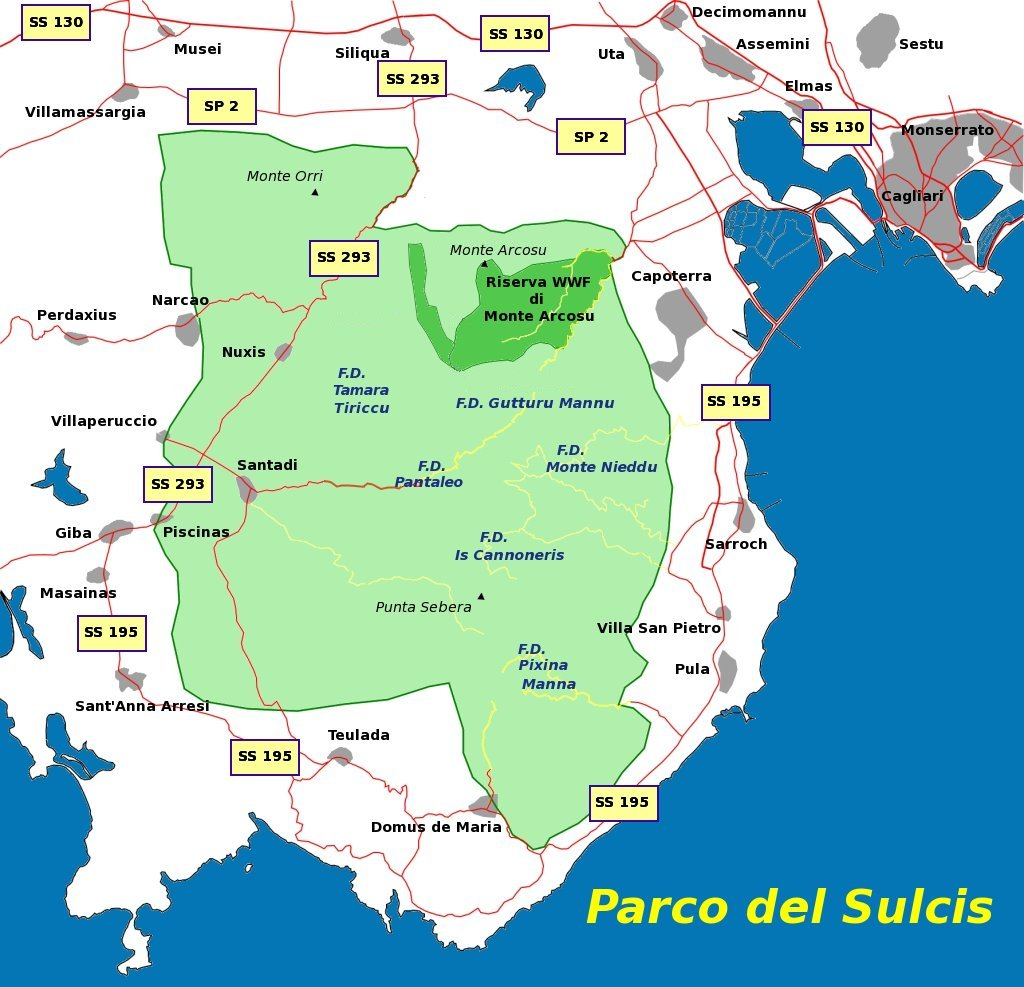
Parco del Sulcis

Im Gebiet des Parco del Sulcis auf Sardinien sind zahlreiche archäologische Relikte zu finden, insbesondere um Santadi (auch Santi genannt) in der Provinz Cagliari. Älteste Belege menschlicher Aktivität gehen hier ins Altneolithikum zurück, als Sardinien in den Austausch des Obsidians vom Monte Arci eingebunden ist. Ab dem 6. Jahrtausend v. Chr. benutzten die Menschen die zahlreichen Grotten (Höhlen) und Abris im Sulcis. Dies blieb mit kurzen Unterbrechungen bis in vorrömische Zeit so.

## Vorgeschichte
Unter dem Abri Tatinu-Nuxis wurde neben (spatelförmigen) Idolen eine Schüssel gefunden, auf der innerhalb der Bandverzierung die ältesten anthropomorphen Bilder im so genannten „Sanduhrstil“ sichtbar sind. Vom selben Abri und aus einer Grotte am Monte Miana stammen kleine weibliche Statuen, die Aspekte der Religion der Bono-Ighinu-Kultur offenbaren. Die Bedeutung einer Hochfläche bei Villaperuccio wird durch Alignements und Paare von Menhiren bezeugt. Zu ihnen gehört der größte Menhir der Insel, der fast fünf Meter hohe Terrazzu. Das Gigantengrab Sa Tutt´e Fraigada ist ein Kleinod. Die Menhire Su Para e sa Mongia (sardisch: der Mönch und die Nonne) stehen außerhalb des Parks bei Sant’Antioco. Pani Loriga ist eine Nekropole, in der sich neolithische Anlagen der Ozieri-Kultur mit jenen aus der Kupfer- und Bronzezeit überlagern. Die Kupferzeit wird in den Domus de Janas und in den Naturhöhlen von Is Zuddas und Pirosu durch Relikte der Monte-Claro-Kultur dokumentiert. Zu diesem Zeitpunkt kommt die paneuropäische Glockenbecherkultur auf die Insel. Im Sulcis erscheint sie im Umfeld der Bonnanaro-Kultur, die am Anfang des 2. Jahrtausends die Voraussetzungen für die Nuraghenkultur schuf.
Die zahlreichen Nuraghen, sowohl die einfachen wie die komplexen, entwickeln sich ab dem 16. Jahrhundert v. Chr. Wenig später werden Kontakte mit dem östlichen Mittelmeer durch aufgefundene mykenische und zypriotische Importe bezeugt, die in den Küstenzonen (wie beim Nuraghen Antigori bei Sarroch), aber auch im Inland zu finden sind. Erwähnenswert sind die Fragmente eines Kupferbarrens in Ochsenhautform und eines Dreifußes aus Bronze aus der Grotta Pirosu, der eine lokale Nachahmung zyprischer Prototypen aus dem 11. Jahrhundert v. Chr. darstellt. Die Grotta Su Benatzu war einer der wichtigsten Kultorte. Bereits vornuraghisch besucht, erhielt sie in der Nuraghenepoche gewaltige Bedeutung, die durch die Vielfalt und Anzahl der entdeckten tönernen und metallischen Materialien bezeugt wird. Interessant ist auch der Brunnentempel von Tatinu-Nuxis. Er wurde aus polygonalen Blöcken errichtet. Seine Architektur, ohne eine Vorhalle, ist ungewöhnlich und besteht im Wesentlichen aus der Treppe, die unterirdisch an einer ovalen Wasserfläche endet. Die dort gemachten Funde stammen vom Ende der Bronzezeit und aus der „geometrischen Epoche“.
Anfang des ersten Jahrtausend kamen die Phönizier (später die Karthager) auf die Insel. Aus den zuerst nur saisonalen Landestellen wurden Kolonien. Das Eindringen der Phönizier ins Landesinnere ist durch verschiedene Gründungen dokumentiert, unter denen Pani Loriga herausragt, das sich auf einem lang gestreckten Tuffhügel befindet. Seine Besiedlung erfolgte in der zweiten Hälfte des 7. Jahrhunderts v. Chr. Die Mauerstrukturen erinnern an die vom Monte Sirai. In Pani Loriga schützte eine doppelte Mauer die Akropolis, die sich über einen Nuraghen erhebt. Zangentor, Kasematten und adaptierte natürliche Sperren bildeten die typischen Verteidigungslinien der phönizisch-punischen Kultur. Es wurden phönizische, punische, griechische und etruskische Keramiken gefunden.
In der Römerzeit erfolgte im Kontext mit den Montanaktivitäten ein tieferes Eindringen ins Landesinnere. Römische Strukturen kommen in San Pantaleo zum Vorschein, aus dem Ort stammt ein kleiner Münzschatz. Während der römischen Kaiserzeit wuchs die Zahl der Inlandsiedlungen, die im Vergleich zu denjenigen an der Küste aber weiterhin gering blieb.